# Pontianak
Pontianak – miasto w Indonezji na wyspie Borneo, w delcie rzeki Kapuas; ośrodek administracyjny prowincji Borneo Zachodnie; współrzędne geograficzne 0°00′N 109°20′E/0,000000 109,333333; 550 tys. mieszkańców.
Najważniejszy port i centrum handlowe zachodniego Borneo, wywóz kopry, gumy, drewna, oleju palmowego; przemysł spożywczy, gumowy, drzewny; port lotniczy Pontianak-Supadio; uniwersytet (Universitas Tanjungpura, zał. 1959).
Miasto zostało założone w 1771 i było stolicą Sułtanatu Pontianak.
Siedziba rzymskokatolickiej archidiecezji Pontianak.
W mieście oraz jego okolicy część ludności posługuje się językiem malajskim miasta Pontianak.

## Miasta partnerskie
- Kuching, Malezja
- Batangas, Filipiny